# Bleksalt
Bleksalt är ett blekmedel i pulverform som är avsett för fläckborttagning på textilier.
Av Naturskyddsföreningen beskrivs det som ett miljövänligt alternativ till andra blekmedel. Enligt Giftinformationscentralen är bleksalter kraftigt irriterande, eventuellt frätande. De innehåller vanligen perkarbonat.